# Mika Erywań
Mika Erywań (orm. „Միկա“ Ֆուտբոլային Ակումբ Երևան, "Mika" Futbolajin Akumby Jerewan) – ormiański klub piłkarski z siedzibą w stolicy kraju, Erywaniu.

## Historia
Chronologia nazw:
- 1999: Mika-Kasach Asztarak (orm. «Միկա-Կասախ» Աշտարակ)
- 2000–2007: Mika Asztarak (orm. «Միկա» Աշտարակ)
- od 2007: Mika Erywań (orm. «Միկա» Երևան)

Klub Piłkarski Mika-Kasach Asztarak został założony w 1999 roku w wyniku fuzji z klubem Kasach Asztarak. Sponsorował klub firma "Armavia Airlines", właścicielem której był Michaił Bagdasarow (obecna nazwa klubu MIKA pochodzi od imienia Michaił po ormiańsku Mikael). Zajął 2. miejsce w Aradżin chumb i awansował do Bardsragujn chumb. Jednak w następnym sezonie fuzja rozpadła się i klub Kasach Asztarak startował ponownie w 2 lidze, a Mika w 1 lidze.
Od 2000 występował w rozgrywkach I ligi ormiańskiej (Bardsragujn chumb). W sezonie 2000/01 debiutował w rozgrywkach europejskich, w Pucharze UEFA. Po wybudowaniu swojego stadionu Mika w 2007 przeniósł swoją siedzibę do Erywania.

## Sukcesy
- Mistrzostwo Armenii:
  - wicemistrz (2004, 2005, 2009)
  - 3. miejsce (2006, 2007)
- Puchar Armenii:
  - zdobywca (2000, 2001, 2003, 2005, 2006, 2011)
- Superpuchar Armenii:
  - zdobywca (2006)
  - finalista (2002, 2004, 2007)

## Skład na sezon 2015/2016
Stan na 1 sierpnia 2015
| Nr | Poz. | Piłkarz              |
| -- | ---- | -------------------- |
| 1  | BR   | Arsen Beglaryan      |
| 4  | PO   | Pavel Vasilyev       |
| 5  | OB   | Gor Poghosyan        |
| 6  | PO   | Samvel Melkonyan     |
| 7  | PO   | Konstantin Prokopyev |
| 8  | PO   | Anton Kozlov         |
| 9  | PO   | Taimuraz Toboev      |
| 10 | PO   | Andrey Belomyttsev   |
| 11 | NA   | Artur Grigoryan      |
| 12 | PO   | Denis Talalay        |
| 14 | OB   | Ramil Zaripov        |
| 17 | OB   | Ashot Karapetyan     |
| 18 | OB   | Norik Sargsyan       |

| Nr | Poz. | Piłkarz                      |
| -- | ---- | ---------------------------- |
| 21 | PO   | Daniil Martynov              |
| 23 | PO   | Narek Balayan                |
| 25 | BR   | Armen Fishyan                |
| 30 | PO   | Yegor Mishura                |
| 33 | PO   | Irakli Kvekveskiri (kapitan) |
| 77 | OB   | Viktor Kosachev              |
| 88 | PO   | Oleg Inkin                   |
| 91 | BR   | Henri Avagyan                |
|    | OB   | David G. Grigoryan           |
|    | OB   | Dmitri Chistyakov            |
|    | PO   | Vladimir Ulukhanyan          |
|    | NA   | Edgar Mkrtchyan              |
|    | NA   | Sayputtin Davydov            |

## Europejskie puchary
Legenda do wszystkich tabel:
- Q – runda eliminacyjna, 1/16, 1/8, 1/4, 1/2 – odpowiednia faza rozgrywek, Grupa – runda grupowa, 1r gr – pierwsza runda grupowa, 2r gr – druga runda grupowa, F – finał, R – runda, PO – play-off
- k. – rzuty karne, los. – losowanie, Dogr. – dogrywka, w. – zasada bramek strzelonych na wyjeździe

| Sezon   | Rozgrywki        | Runda | Klub               | Dom | Wyjazd | Ogólnie |
| ------- | ---------------- | ----- | ------------------ | --- | ------ | ------- |
| 2000/01 | Puchar UEFA      | Q     | Rapid Bukareszt    | 1–0 | 0–3    | 1–3     |
| 2001/02 | Puchar UEFA      | Q     | Brașov             | 0–2 | 1–5    | 1–7     |
| 2004/05 | Puchar UEFA      | 1Q    | Honvéd Budapest    | 0–1 | 1–1    | 1–2     |
| 2005/06 | Puchar UEFA      | 1Q    | 1. FSV Mainz 05    | 0–0 | 0–4    | 0–4     |
| 2006/07 | Puchar UEFA      | 1Q    | Young Boys Berne   | 1–3 | 0–1    | 1–4     |
| 2007/08 | Puchar UEFA      | 1Q    | MTK Budapest       | 1–0 | 1–2    | 2–2, w. |
| 2007/08 | Puchar UEFA      | 2Q    | Artmedia Petržalka | 2–1 | 0–2    | 2–3     |
| 2008    | Puchar Intertoto | 1R    | Tiraspol           | 2–2 | 0–0    | 2–2, w. |
| 2009/10 | Liga Europy      | 1Q    | Helsingborgs IF    | 1–1 | 1–3    | 2–4     |
| 2010/11 | Liga Europy      | 2Q    | Rabotniczki        | 0–0 | 0–1    | 0–1     |
| 2011/12 | Liga Europy      | 2Q    | Vålerenga Fotball  | 0–1 | 0–1    | 0–2     |
| 2013/14 | Liga Europy      | 1Q    | Rudar Pljevlja     | 1–1 | 0–1    | 1–2     |
| 2014/15 | Liga Europy      | 1Q    | RNK Split          | 1–1 | 0–2    | 1–3     |